# Паламарчук Олександр Анатолійович
Олекса́ндр Анато́лійович Паламарчу́к — підполковник Збройних сил України, 128-ма окрема гірсько-штурмова бригада, учасник Російсько-української війни.
Станом на січень 2012 року — командир окремого танкового батальйону.

## Нагороди
За особисту мужність і героїзм, виявлені у захисті державного суверенітету та територіальної цілісності України, вірність військовій присязі, відзначений — нагороджений
- 27 червня 2015 року — орденом «За мужність» III ступеня.